# Isagoge
De Isagoge (Oudgrieks: εἰσαγωγή, eisagogé: "Inleiding") is een korte introductie op Over de categorieën van de Griekse filosoof Aristoteles. De Isagoge werd door de neoplatoonse filosoof Porphyrius in de 3e eeuw geschreven. Het werk had grote betekenis voor de filosofie van de middeleeuwen.

## Overzicht
In zijn Isagoge legt Porphyrius vijf onderling verbonden filosofische termen uit, de zogenaamde praedicabilia
1. Geslacht (Grieks γένος génos, Latijn genus)
2. Soort (Grieks εἶδος eîdos, Latijn species)
3. Verschil (Grieks διαφορά diaphora'', Latijn differentia)
4. Proprium (Grieks ἴδιον idion, Latijn proprium)
5. Accident (Grieks συμβεβεκός symbebekós, Latijn accidens)